# John Lundstram
John David Lundstram (Liverpool, 18 febbraio 1994) è un calciatore inglese, centrocampista dell'Hull City, in prestito dal Trabzonspor.

## Carriera

### Club
Il 25 luglio 2017 viene acquistato dallo Sheffield Utd.

### Nazionale
Nel 2011, con la nazionale Under-17 inglese, ha preso parte ai Mondiali ed agli Europei di categoria; in seguito ha giocato anche nella nazionale inglese Under-18.
Dopo aver disputato l'Europeo Under-19 del 2012, con l'Under-20 inglese ha giocato una partita nei Mondiali Under-20 del 2013.

## Statistiche

### Presenze e reti nei club
Statistiche aggiornate al 30 maggio 2025.
| Stagione             | Squadra              | Campionato           | Campionato | Campionato | Coppe nazionali | Coppe nazionali | Coppe nazionali | Coppe continentali | Coppe continentali | Coppe continentali | Altre coppe | Altre coppe | Altre coppe | Totale | Totale |
| Stagione             | Squadra              | Comp                 | Pres       | Reti       | Comp            | Pres            | Reti            | Comp               | Pres               | Reti               | Comp        | Pres        | Reti        | Pres   | Reti   |
| -------------------- | -------------------- | -------------------- | ---------- | ---------- | --------------- | --------------- | --------------- | ------------------ | ------------------ | ------------------ | ----------- | ----------- | ----------- | ------ | ------ |
| gen.-giu. 2013       | Doncaster            | FL1                  | 14         | 0          | -               | -               | -               | -                  | -                  | -                  | -           | -           | -           | 14     | 0      |
| 2013-mar. 2014       | Yeovil Town          | FLC                  | 14         | 2          | FACup           | 2               | 0               | -                  | -                  | -                  | -           | -           | -           | 16     | 2      |
| mar.-giu. 2014       | Leyton Orient        | FL1                  | 7+2        | 0          | -               | -               | -               | -                  | -                  | -                  | -           | -           | -           | 9      | 0      |
| 2014-gen. 2015       | Blackpool            | FLC                  | 17         | 0          | CdL             | 1               | 0               | -                  | -                  | -                  | -           | -           | -           | 18     | 0      |
| gen.-feb. 2015       | Leyton Orient        | FL1                  | 4          | 0          | -               | -               | -               | -                  | -                  | -                  | -           | -           | -           | 4      | 0      |
| Totale Leyton Orient | Totale Leyton Orient | Totale Leyton Orient | 11+2       | 0          |                 | -               | -               |                    | -                  | -                  |             | -           | -           | 13     | 0      |
| mar.-apr. 2015       | Scunthorpe Utd       | FL1                  | 7          | 0          | -               | -               | -               | -                  | -                  | -                  | -           | -           | -           | 7      | 0      |
| 2015-2016            | Oxford Utd           | FL2                  | 37         | 3          | FACup+CdL       | 5+1             | 0               | -                  | -                  | -                  | EFLT        | 4           | 0           | 47     | 3      |
| 2016-2017            | Oxford Utd           | FL1                  | 45         | 1          | FACup+CdL       | 3+2             | 0               | -                  | -                  | -                  | EFLT        | 7           | 0           | 57     | 1      |
| Totale Oxford Utd    | Totale Oxford Utd    | Totale Oxford Utd    | 82         | 4          |                 | 11              | 0               |                    | -                  | -                  |             | 11          | 0           | 104    | 4      |
| 2017-2018            | Sheffield Utd        | FLC                  | 36         | 3          | FACup+CdL       | 2+2             | 0               | -                  | -                  | -                  | -           | -           | -           | 40     | 3      |
| 2018-2019            | Sheffield Utd        | FLC                  | 10         | 0          | FACup+CdL       | 1+1             | 0               | -                  | -                  | -                  | -           | -           | -           | 12     | 0      |
| 2019-2020            | Sheffield Utd        | PL                   | 34         | 5          | FACup+CdL       | 2+0             | 0               | -                  | -                  | -                  | -           | -           | -           | 36     | 5      |
| 2020-2021            | Sheffield Utd        | PL                   | 28         | 0          | FACup+CdL       | 4+0             | 0               | -                  | -                  | -                  | -           | -           | -           | 32     | 0      |
| Totale Sheffield Utd | Totale Sheffield Utd | Totale Sheffield Utd | 108        | 8          |                 | 12              | 0               |                    | -                  | -                  |             | -           | -           | 120    | 8      |
| 2021-2022            | Rangers              | SP                   | 27         | 1          | CS+CdL          | 3+2             | 0+1             | UCL+UEL            | 1+15               | 0+2                | -           | -           | -           | 48     | 4      |
| 2022-2023            | Rangers              | SP                   | 37         | 5          | CS+CdL          | 3+3             | 0               | UCL                | 9                  | 0                  | -           | -           | -           | 52     | 5      |
| 2023-2024            | Rangers              | SP                   | 34         | 0          | CS+CdL          | 5+4             | 2+0             | UCL+UEL            | 2+8                | 0                  | -           | -           | -           | 53     | 2      |
| Totale Rangers       | Totale Rangers       | Totale Rangers       | 98         | 6          |                 | 20              | 3               |                    | 35                 | 2                  |             | -           | -           | 153    | 11     |
| 2024-2025            | Trabzonspor          | SL                   | 32         | 3          | CT              | 6               | 1               | UEL+UECL           | 4+2                | 0                  | -           | -           | -           | 44     | 4      |
| Totale carriera      | Totale carriera      | Totale carriera      | 385        | 23         |                 | 52              | 4               |                    | 41                 | 2                  |             | 11          | 0           | 489    | 29     |

## Palmarès

### Club

#### Competizioni nazionali
- Coppa di Scozia: 1

Rangers: 2021-2022
- Coppa di Lega scozzese: 1

Rangers: 2023-2024